# Rey Christian II (Sibelius)
Rey Christian II (en sueco: Kung Kristian II), Op. 27, es una música incidental del finés Jean Sibelius para el drama histórico escandinavo del mismo nombre, escrito por su amigo Adolf Paul. 

## Historia
La obra original, en sueco, trata sobre el amor del rey Cristián II de Dinamarca (1481-1559), gobernante de Dinamarca, Suecia y Noruega por una joven plebeya holandesa, Dyvecke, y su trágico final. Aunque Paul finalizó el texto el 20 de marzo de 1897, se desconoce cuándo comenzó Sibelius su composición, probablemente pocas semanas antes del estreno de sus cuatro primeros números para pequeña orquesta (Elegía, Musette, Minueto y Canción del loco o Canción de la araña) en el Teatro Sueco de Helsinki el 24 de febrero de 1898, dirigiéndolo él mismo.
Ante el éxito de su estreno inicial, Sibelius compuso los otros tres números de la obra: Nocturne, Serenade (para interpretar en lugar del Minueto original) y Ballade, en el verano del mismo 1898, y los escribió para una orquesta mayor a la compuesta para los cuatro iniciales. El nocturne (nocturno) fue un interludio entre el primer y el segundo acto. La posición de la serenade (serenata) cambió. La ballade (balada) es una pieza dramática sobre el baño de sangre de 1520 que el rey ordenó en Estocolmo. Este movimiento muestra ya rasgos de su posterior Primera Sinfonía. 
La música escénica consta de los siguientes números:
1. Elegia
2. Musette
3. Menuetto
4. Sången om korsspindeln
5. Nocturne
6. Serenade
7. Ballade.[2]

Sibelius derivó de la música incidental una suite condensada en cinco movimientos. Una interpretación completa de la suite dura alrededor de 25 minutos. Se interpretó por primera vez en diciembre de 1898, dirigida por Robert Kajanus. Sibelius escribió en una carta: "La música sonaba excelente y los tempi parecen los correctos. Creo que esta es la primera vez que logro hacer algo completo."
Esta suite del Rey Cristian II, op. 27 con una orquestación de 2 flautas (con flautín), 2 oboes, 2 clarinetes, 2 fagots, 4 trompas, 2 trompetas, 3 trombones, timbales, triángulo, pandereta, platillos, bombo y cuerdas sería una de sus obras más populares e interpretadas en vida de Sibelius.

## Movimientos de la suite
La suite constaba de cinco movimientos:
| Movimiento | Tipo     | Tempo                           | Notes |
| ---------- | -------- | ------------------------------- | --- |
| 1          | Nocturne | Molto moderato                  | Escena de amor.                                                                                                |
| 2          | Elegia   | Andante sostenuto               | La introducción original a la música incidental. Anotado solo para cuerdas.                                    |
| 3          | Musette  | Allegretto                      | La danza de Dyvecke. Originalmente anotado para clarinetes y fagots, pero con cuerdas agregadas para la suite. |
| 4          | Serenade | Moderato assai (Quasi menuetto) | Tomado del preludio del tercer acto de la obra (música para el baile de la corte).                             |
| 5          | Ballade  | Allegro molto                   | La música tormentosa que refleja la ira del rey.                                                               |